# Bjarnafoss
Bjarnafoss är ett vattenfall i republiken Island. Det ligger i regionen Västlandet, i den västra delen av landet, 
på den södra sidan av halvön Snæfellsnes längs väg 54 (Snæfellsnesvegur) nära byn Búðir (som tidigare hette Hraunhöfn), strax före Fróðárheiði. Från det 566 meter höga berget Mælifell faller floden Bjarnaá ner över 80 meter i Dritvíkurgrunn och slutar i havet.
Bjarnafoss faller ner från en basaltklippa skapad av den närliggande vulkanen Mælifell och den ligger mitt i Búðahrauns lavafält. Under vissa delar av hösten kan basaltpelarna fortfarande ses.